# Sledgehammer
Sledgehammer — российская компьютерная игра в жанре «боевые гонки», разработанная компанией Targem Games и изданная компанией Бука.

## Особенность
- Игра представляет собой аркадные гонки на грузовиках.
- Арсенал — пулеметы, дробовики, плазма, бластеры, шипы, мины…
- Чем лучше достижение, тем ценнее призы.
- Буйное дорожное веселье с хорошей физикой
- Разрушаемость окружения недалека от уровня FlatOut.
- Сюжет разбит на 6 глав с поочередно открываемыми заданиями.

## Музыкальное сопровождение
Звуковое оформление игры написано екатеринбургской группой NoThanx.